# Поду Лакулуј (Вранча)
Поду Лакулуј (рум. Podu Lacului) насеље је у Румунији у округу Вранча у општини Појана Кристеј. Oпштина се налази на надморској висини од 352 m.

## Становништво
Према подацима из 2002. године у насељу је живело 686 становника, од којих су сви румунске националности.